# Svicolone
Svicolone (Snagglepuss) è una serie televisiva a cartoni animati ideata e prodotta dalla Hanna-Barbera nel 1959 e trasmessa nel 1961.

## Trama e caratterizzazione
Svicolone è un puma antropomorfo, di colore rosa, piuttosto alto e indossa un paio di polsini e un colletto con cravattino. È simpatico, gentile, amichevole, colto e raffinato (in particolare ha una passione per il teatro, e lo si vede frequentemente recitare l'Amleto di Shakespeare). Vorrebbe essere accettato dagli uomini, che invece lo considerano una belva feroce e gli danno la caccia.
La caratterizzazione del personaggio è basata in gran parte sulla voce, prestata da Daws Butler dell'originale inglese, e in italiano doppiato da Renzo Palmer nel primo doppiaggio anni 60 e da Renato Cecchetto nell'edizione anni 90; nella versione italiana il protagonista è interpretato con un marcato accento bolognese. Il personaggio è noto per l'uso di una serie di espressioni-tormentone, fra cui "Svicolo tutto a mancina" (o "tutto a dritta", o in altre varianti; in inglese era l'espressione del gergo teatrale exit... stage left!), pronunciata subito prima di fuggire dagli inseguitori di turno, e "perfino" (even nell'originale) usato come intercalare.

## Episodi

### Stagione 1
| n° | Titolo originale       | Titolo italiano                  | Prima TV USA     | Prima TV Italia |
| -- | ---------------------- | -------------------------------- | ---------------- | --------------- |
| 1  | Major Operation        | La missione del maggiore         | 30 gennaio 1961  |                 |
| 2  | Feud for Thought       | Lotta per l'amore                | 6 febbraio 1961  |                 |
| 3  | Live and Lion          | Il vivo e il leone               | 13 febbraio 1961 |                 |
| 4  | Fraidy Cat Lion        | Leone acchiappa topi             | 20 febbraio 1961 | 31 maggio 1964  |
| 5  | Royal Ruckus           | Regina fai di me quello che vuoi | 27 febbraio 1961 |                 |
| 6  | The Roaring Lion       | Il ruggito del leone             | 6 marzo 1961     |                 |
| 7  | Paws for Applause      | Tante fatiche per pochi applausi | 13 marzo 1961    |                 |
| 8  | Knights and Daze       | Com'è difficile andare allo zoo  | 20 marzo 1961    |                 |
| 9  | The Gangsters All Here | Svicolone e la pelle di leone    | 27 marzo 1961    |                 |
| 10 | Having a Bowl          | L'arte cancella                  | 3 aprile 1961    |                 |
| 11 | Diaper Desperado       | Il bamboccio del west            | 10 aprile 1961   |                 |
| 12 | Arrow Error            | Brutta scelta di personaggi      | 17 aprile 1961   |                 |
| 13 | Twice Shy              | Doppio fuoco                     | 24 aprile 1961   |                 |
| 14 | Cloak and Stagger      | Vertigini di gloria              | 1º maggio 1961   | 24 maggio 1964  |
| 15 | Remember Your Lions    | Grandi leoni                     | 8 maggio 1961    |                 |
| 16 | Remember the Daze      | Ma quanta confusione             | 15 maggio 1961   |                 |

### Stagione 2
| n° | Titolo originale     | Titolo italiano                   | Prima TV USA      | Prima TV Italia |
| -- | -------------------- | --------------------------------- | ----------------- | --------------- |
| 1  | Express Trained Lion | Le gesta dei cavalieri            | 16 settembre 1961 |                 |
| 2  | Jangled Jungle       | Giungla più giungla               | 23 settembre 1961 |                 |
| 3  | Lion Tracks          | La tana del leone                 | 30 settembre 1961 |                 |
| 4  | Fight Fright         | Salviamo il salvabile             | 7 ottobre 1961    |                 |
| 5  | Lions Share Sheriff  | Lo sceriffo fa la parte del leone | 14 ottobre 1961   |                 |
| 6  | Cagey Lion           | Leone in gabbia                   | 21 ottobre 1961   |                 |
| 7  | Charge That Lion     | Ordinatelo al leone               | 28 ottobre 1961   |                 |
| 8  | Be My Ghost          | Piacere fantasma, e lei?          | 4 novembre 1961   |                 |
| 9  | Spring Hits a Snag   | Il forte impatto della primavera  | 11 novembre 1961  |                 |
| 10 | Legal Eagle Lion     | Dalla parte della giustizia       | 18 novembre 1961  |                 |
| 11 | Don't Know It Poet   | Anche il poeta sbaglia            | 25 novembre 1961  |                 |
| 12 | Tail Wag Snag        | Sulle tracce del biscotto         | 2 dicembre 1961   |                 |
| 13 | Rent and Rave        | Inquilini che scompiglio          | 9 dicembre 1961   |                 |
| 14 | Footlight Fright     | La forza del palcoscenico         | 16 dicembre 1961  |                 |
| 15 | One Two Many         | Uno è anche troppo                | 23 dicembre 1961  |                 |
| 16 | Royal Rodent         | Il topo reale                     | 30 dicembre 1961  |                 |

## Impatto culturale
- Il titolo dell'album dei Rush, Exit... Stage Left, riprende il tormentone del personaggio in Italia reso come «svicolo tutto a mancina».